# Caroline Criado Perez
Caroline Emma Criado Perez OBE (født 1984) er en britisk feministisk forfatter, journalist og aktivist . Hendes første nationale kampagne, Women's Room-projektet, havde til formål at øge tilstedeværelsen af kvindelige eksperter i medierne. Hendes bog fra 2019 Usynlige Kvinder: Skævvredne data i en verden designet til mænd var en Sunday Times bestseller. 

## Eksterne links
- Officiel hjemmeside
- The Women's Room, en database over kvindeidentificerende eksperter, der er tilgængelige for at tale med medierne
- Criado Perez hos The Independent
- Criado Perez hos New Statesman
- Criado Perez hos The Guardian